# Diego Jardel
Diego Jardel Koester, mais conhecido como Diego Jardel, ou simplesmente Jardel (Águas Mornas, 26 de dezembro de 1989), é um futebolista brasileiro que atua como meia. Atualmente joga pelo Blumenau.

## Carreira

### Camboriú
Iniciou a carreira profissional no Camboriú, mais foi se destacar no Catarinense de 2013, onde acabou contratado pelo Avaí.

### União de Leiria
Em 2009 acertou sua ida ao União de Leiria, onde atuou em apenas 1 jogo.

### Arouca
Em 2010, foi contratado pelo Arouca, onde atuou em 5 jogos. E acabou se machucando..

### Imbituba
No segundo semestre 2012 foi contratado pelo Imbituba, onde fez 20 jogos e 5 gols.

### Avaí
Após o fim do Campeonato Catarinense de 2013, o Avaí contratou Diego Jardel.
No ano de 2014, Diego Jardel fez parte do elenco do Avaí da Brasileirão Série B de 2014 que conquistou o acesso à Série A do ano seguinte.

### Botafogo
Em 2015, o Botafogo contratou Diego Jardel, para a disputa da Segundona de 2015, competição na qual Diego fez 4 gols e o Botafogo conseguiu voltar a Elite em 2016.

### Retorno ao Avaí
Em 2016, retornou de empréstimo ao Avaí.
No dia 19 de novembro de 2016, entrou para a história do Avaí: fez o gol mais importante de sua carreira no jogo contra o Londrina, gol que garantiu a volta do Avaí à Série A em 2017.
Após o feito, Diego Jardel ficou conhecido como o Rei do Acesso, após conquistar três acessos seguidos.

### Al-Arabi
No dia 19 de junho, acertou sua ida ao Al-Arabi Sports Club.

### Cuiabá E.C.
Retornou ao Brasil em 2020 para atuar no Campeonato Brasileiro da Série B pelo Cuiabá Esporte Clube.

## Títulos
Botafogo
- Taça Guanabara: 2015
- Campeonato Brasileiro Série B: 2015

Avaí
- Taça Atlético Nacional de Medellín (turno do Campeonato Catarinense especial 2017): 2017